# 孙西岐
孙西岐（1914年12月—1998年7月13日），河南偃师人。中华人民共和国政治人物。

## 生平
1936年9月，加入中国共产党。曾任中共僵师县区委组织委员、书记。1938年，派往竹沟，担任中共河南省委组织部秘书、干部科长。1939年，随部队南下湖北，担任中共京安中心县委组织部长。1940年秋，担任鄂豫边区党委组织部副部长。1941年2月，孙西岐抵达潜江，组建中共潜江工作委员会和边区抗日民主政府经南办事处。1945年，改任中共中央中原局组织部干部科科长。1946年6月，奔赴延安中央党校学习。1947年，担任新四军第五师驻晋城留守处政治委员。1948年秋返回中原局，任组织部组织科科长。1949年夏，到华中局任组织部组织处处长。1950年6月任中南局组织部组织处处长。1952年，任中南军政委员会人事部副部长、中南行政委员会人事局局长。1953年，兼任中共中央中南局组织部副部长。1955年，任中南建筑工程总局党委书记，后兼局长。1958年秋，任中华人民共和国建筑工程部第四工程局局长兼书记，随后兼任湛江地委书记处书记、茂名市委第一书记。
1959年反右倾时，被批判下放，1962年彻底平反。1961年2月，调到哈尔滨建筑工程学院任院长，后兼任党委书记。1964年9月，任黑龙江省人民委员会副省长（至1967年1月）。文化大革命期间受到冲击。1972年，出任哈尔滨建筑工程学院革委会领导核心小组组长。1981年1月，政协黑龙江省第四届委员会第二次会议上，当选副主席。1983年7月，任中共黑龙江省顾问委员会常务委员。1998年7月13日，他在哈尔滨逝世，享年84岁。